# Partit Islàmic del Turquestan
El Partit Islàmic del Turquestan (també conegut per les seves sigles en anglès, TIP) (en àrab: الحزب الإسلامي التركستاني, romanitzat: al-Ḥizb al-Islāmī al-Turkistānī; en uigur: تۈركىستان ئىسلام پارتىيىسى) o el Moviment Islàmic del Turquestan (també conegut per les seves sigles en anglès, TIM), abans conegut com el Moviment Islàmic del Turquestan Oriental i altres noms, és una organització extremista islàmica fundada per gihadistes uigurs a la Xina occidental, considerada generalment com una organització terrorista. Els seus objectius declarats són establir un estat independent anomenat Turquestan Oriental que substitueixi al Xinjiang. Segons un informe xinès, publicat en 2002, entre 1990 i 2001 el TIP ha comès més de 200 actes de terrorisme, que han causat almenys 162 morts i més de 440 ferits. El Comitè de Sancions contra Al-Qaida del Consell de Seguretat de les Nacions Unides ha inclòs a TIP en la llista d'organitzacions terroristes des de 2002.
Influït per l'èxit dels mujahidins contra la guerra soviètica a l'Afganistan, el TIP es va fer prominent en 1990 durant els disturbis de Baren, una població del sud-oest de Xinjiang. El conflicte va adoptar la forma d'un gihad que preveia un resultat similar al de l'anterior creació de la Primera República del Turquestan Oriental (1933-1934). Els seus lemes contenien una retòrica anticomunista i crides a la unió dels turquesos, la qual cosa indicava un moviment similar al panturquisme islàmic històricament congruent amb el sud de Xinjiang en lloc del gihadisme pur i radical dels salafistes o l'extremisme religiós. La revolta va durar diversos dies i va ser sufocada pel Partit Comunista Xinès (PCC), que va desplegar importants forces per a reprimir la insurrecció. El PCC els va considerar un moviment gihadista similar als mujahidins de l'Afganistan a l'altre costat de la frontera que va donar origen a moviments més radicals com el Partit d'Al·là i el Moviment Islàmic del Turquestan Oriental.
Des dels atemptats de l'11 de setembre, el grup ha estat designat com a organització terrorista per la República Popular de la Xina, la Unió Europea, el Kirguizstan, el Kazakhstan, Malàisia, el Pakistan, Rússia, Turquia, els Emirats Àrabs Units, t el Regne Unit i les Nacions Unides. L'organització també va ser classificada anteriorment com a organització terrorista pels Estats Units. No obstant això, els Estats Units van revocar aquesta classificació a l'octubre de 2020, mesura que alguns analistes van considerar un indici que els Estats Units podrien tractar d'armar al grup en un esforç per desestabilitzar a la Xina. La Xina va acusar als EUA d'aplicar una doble moral en eliminar a TIP de la seva llista de terroristes. La branca siriana del TIP està activa en la guerra civil siriana, estan agrupats en Idleb ben organitzats, aguerrits i han estat fonamentals en les ofensives terrestres contra les forces del president Baixar al-Àssad en aquesta regió i altres regions del nord de Síria. Rússia i Síria han ignorat repetidament les demandes dels EUA per a detenir els seus propis atacs conjunts en Idleb.